# Kacper Fertacz
Kacper Fertacz (ur. 30 września 1985 w Koszalinie) – polski operator filmowy i montażysta; jest absolwentem Wydziału Radia i Telewizji Uniwersytetu Śląskiego w Katowicach.

## Nagrody
- 2013 – za film Strażnicy – Warszawa, Festiwal Młodego Kina "Piękni Dwudziestoletni", nagroda za zdjęcia
- 2012 – za film Gdyby ryby miały głos – Nagroda Polskiego Kina Niezależnego im. Jana Machulskiego w kategorii najlepsze zdjęcia
- 2011 – za film Gdyby ryby miały głos – Gniezno, Ogólnopolski Festiwal Filmów Amatorskich i Niezależnych "Offeliada", nagroda Studia Fotostube za najlepsze zdjęcia.
- 2009 – za film Szelest –  Katowice, Węgiel Student Film Festiwal, nagroda za najlepsze zdjęcia
- 2009 – za film Babcia wyjeżdża –  Katowice, Węgiel Student Film Festiwal, nagroda za najlepsze zdjęcia
- 2009 – za film Wiem, kto to zrobił –  Katowice, Węgiel Student Film Festiwal, nagroda za najlepsze zdjęcia
- 2006 – za film Portret zakonnicy – Lubomierz, Festiwal Filmów Komediowych, nagroda specjalna w Konkursie Śmiesznego Kina Niezależnego.